# Drezyna pancerna

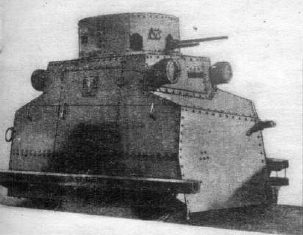
Drezyna pancerna Tatra T18

Drezyna pancerna – opancerzona i uzbrojona drezyna z własnym napędem, używana jako pancerny pojazd rozpoznawczy na liniach kolejowych.
Drezyny pancerne mogły być uzbrojone w działo (drezyny ciężkie) lub karabiny maszynowe (drezyny lekkie). Drezyn używano do patrolowania i zabezpieczania linii kolejowych oraz jako pojazdów rozpoznawczych dla pociągów pancernych.